# Frank Shu
Frank Shu (em chinês: 徐遐生; Kunming, 2 de junho de 1943 – 22 de abril de 2023) foi um astrofísico estadunidense de origem chinesa.

## Condecorações
- 1977 Prêmio de Astronomia Helen B. Warner
- 1987 Membro da Academia Nacional de Ciências dos Estados Unidos
- 1990 Membro da Academia Sinica da República da China
- 1996 Professor da cátedra Oort da Universidade de Leiden
- 1996 Prêmio Brouwer
- 2000 Prêmio Dannie Heineman de Astrofísica
- 2003 Membro da American Philosophical Society
- 2008 Centennial Medal der Graduate School of Arts and Sciences der Harvard University
- 2009 Prêmio Shaw
- 2009 Medalha Bruce

## Epônimos
- Asteroide (18238) Frankshu

## Morte
Shu morreu no dia 22 de abril de 2023, aos 79 anos.